# Węgorzyno (gmina)
Węgorzyno – gmina miejsko-wiejska w Polsce położona w środkowej części województwa zachodniopomorskiego, w powiecie łobeskim. Siedzibą gminy jest miasto Węgorzyno.
Według danych z 31 grudnia 2016 r. gmina miała 7105 mieszkańców.
Miejsce w województwie (na 114 gmin):

powierzchnia 30., ludność 53.

## Położenie
Gmina znajduje się w środkowej części województwa zachodniopomorskiego, w południowej części powiatu łobeskiego.
Sąsiednie gminy:
- Dobra, Łobez i Radowo Małe (powiat łobeski)
- Drawsko Pomorskie (powiat drawski)
- Chociwel i Ińsko (powiat stargardzki)

Do 31 grudnia 1998 r. wchodziła w skład województwa szczecińskiego, a w latach 1999–2002 w skład powiatu stargardzkiego.
Gmina stanowi 24,0% powierzchni powiatu.

## Demografia
Dane z 30 czerwca 2004:
| Opis                              | Ogółem | Ogółem | Kobiety | Kobiety | Mężczyźni | Mężczyźni |
| --------------------------------- | ------ | ------ | ------- | ------- | --------- | --------- |
| jednostka                         | osób   | %      | osób    | %       | osób      | %         |
| populacja                         | 7344   | 100    | 3655    | 49,8    | 3689      | 50,2      |
| gęstość zaludnienia (mieszk./km²) | 28,7   | 28,7   | 14,3    | 14,3    | 14,4      | 14,4      |

Gminę zamieszkuje 19,0% ludności powiatu.

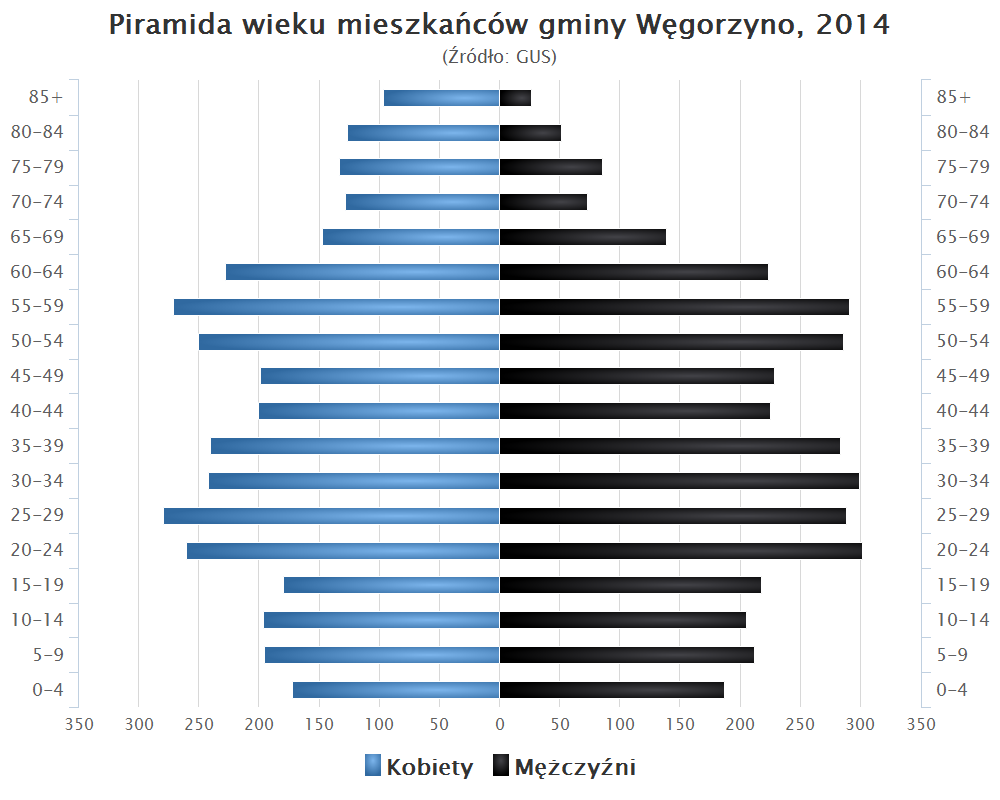
Piramida wieku mieszkańców gminy Węgorzyno w 2014 roku

## Przyroda i turystyka
Gmina leży na pojezierzach: Ińskim i Drawskim oraz na Wysoczyźnie Łobeskiej. Południową część gminy zajmuje fragment Ińskiego Parku Krajobrazowego z rezerwat przyrody Źródliskowe Zbocza. Przepływająca przez gminę rzeka Ukleja jest dostępna dla kajaków, podobnie jak Jezioro Woświn, do którego wpada. Przez gminę prowadzi niebieski szlak turystyczny łączący Chociwel, Iński PK, Węgorzyno i Ińsko. Tereny leśne zajmują 24% powierzchni gminy, a użytki rolne 61%.

## Komunikacja
Przez gminę Węgorzyno prowadzi droga krajowa nr 20 łącząca miasto z Chociwlem (17 km) i Drawskiem Pomorskim (19 km) oraz droga wojewódzka nr 151 do Łobza (13 km) i Ińska (13 km).
Stacja Runowo Pomorskie położona 4 km od Węgorzyna uzyskała połączenie kolejowe w 1859 r. po wybudowaniu linii ze Stargardu do Koszalina. W latach 1869–1870 linię przedłużono do Gdańska. W latach 1877–1878 r. otwarto linię przez Węgorzyno i Szczecinek do Chojnic.
W 1896 r. przez wieś Sielsko poprowadzono wąskotorową linię kolejową z Dobrej Nowogardzkiej do Łobza Wąsk. Fragment z Mieszewa do Łobza zamknięto w 1991 r., a 2 lata później rozebrano. W latach 1986–1989 linia Szczecin – Gdańsk została zelektryfikowana (trasa Trójmiejskiej SKM nieco wcześniej). Obecnie w gminie czynnych jest 5 stacji: Cieszyno Łobeskie, Runowo Pomorskie i Lesięcin (na linii Szczecin- Gdańsk) oraz Węgorzyno i Wiewiecko na linii do Szczecinka.
W gminie czynne się trzy placówki pocztowe: UP Węgorzyno (nr 73-155) i Agencja Pocztowa Mieszewo (nr 73-155) i Agencja Pocztowa Runowo Pomorskie (nr 73-151).

## Administracja i samorząd
W 2016 r. wykonane wydatki budżetu gminy Węgorzyno wynosiły 26 mln zł, a dochody budżetu 27,1 mln zł. Zobowiązania samorządu (dług publiczny) według stanu na koniec 2016 r. wynosiły 8,3 mln zł, co stanowiło 30,6% poziomu dochodów.
Sołectwa gminy Węgorzyno:
Brzeźniak, Chwarstno, Cieszyno, Kraśnik Łobeski, Lesięcin, Mielno, Mieszewo, Przytoń, Runowo, Sarnikierz, Sielsko, Stare Węgorzynko, Trzebawie, Wiewiecko, Winniki i Zwierzynek.

## Miejscowości
Miasto:
- Węgorzyno (miasto od 1460 r.)

Pozostałe miejscowości:
- Brzeźniak, Chwarstno, Cieszyno, Kraśnik Łobeski, Lesięcin, Mielno, Mieszewo, Przytoń, Runowo, Sarnikierz, Sielsko, Stare Węgorzynko, Trzebawie, Wiewiecko, Winniki i Zwierzynek --- Brzeźnica, Dłusko, Gardno, Ginawa, Gościsław, Kąkolewice, Lesięcinek, Łobzów, Małe Węgorzynko, Nowe Węgorzynko, Pilchówko, Podlipce, Połchowo, Rogówko, Runowo Pomorskie, Sulice.